# Кубок Фарерских островов по футболу 2024
Кубок Фарерских островов по футболу 2024  (фар. Løgmanssteypið 2024) — 69-й розыгрыш Кубка Фарерских островов по футболу.

## Календарь
| Раунд      | Дата                     |
| ---------- | ------------------------ |
| 1/8 финала | 24-25 апреля 2024        |
| 1/4 финала | 9 мая 2024               |
| Полуфиналы | 29 мая 2024 19 июня 2024 |
| Финал      | 4 ноября 2024            |

## Некоторые факты
Самый разгромный матч: 5-0 (ЭБ/Стреймур — 07 Вестур);
Самый результативный матч: 5-0 (ЭБ/Стреймур — 07 Вестур); 2-3 (КИ Клаксвик - ХБ Торсхавн); 3-2 (Б-36 - НСИ)

## 1/8 финала
| Команда 1   | Результат  | Команда 2   |
| ----------- | ---------- | ----------- |
| Судурой     | 0 - 2      | ТБ Твёройри |
| Б-71        | 1 - 1 пен. | АБ          |
| Хойвик      | 1 - 3      | Викингур    |
| КИ          | 2 - 3      | ХБ          |
| Б-68        | 1 - 0      | ИФ          |
| ЭБ/Стреймур | 5 – 0      | 07 Вестур   |
| Б-36        | 3 - 1      | СКАЛА       |

## 1/4 финала
| Команда 1   | Результат  | Команда 2 |
| ----------- | ---------- | --------- |
| Викингур    | 3 – 0      | АБ        |
| ТБ Твёройри | 1 – 1 пен. | Б-68      |
| Б-36        | 2 – 1      | НСИ       |
| ЭБ/Стреймур | 1 – 2      | ХБ        |

## Полуфиналы
| Команда 1 | Итог  | Команда 2   | 1-й матч | 2-й матч |
| --------- | ----- | ----------- | -------- | -------- |
| ХБ        | 5 – 3 | Викингур    | 1 – 0    | 4 – 3    |
| Б-36      | 3 – 1 | ТБ Твёройри | 0 – 1    | 3 – 0    |

## Финал
| Команда 1 | Результат      | Команда 2 |
| --------- | -------------- | --------- |
| Б-36      | 2:2 (пен. 3:4) | ХБ        |

## Примечание
1. ↑  Faroe Islands Cup 2024 live scores, results, Football Faroe Islands - Flashscore (англ.). www.flashscore.com. Дата обращения: 21 июня 2024.